# Anunnaki

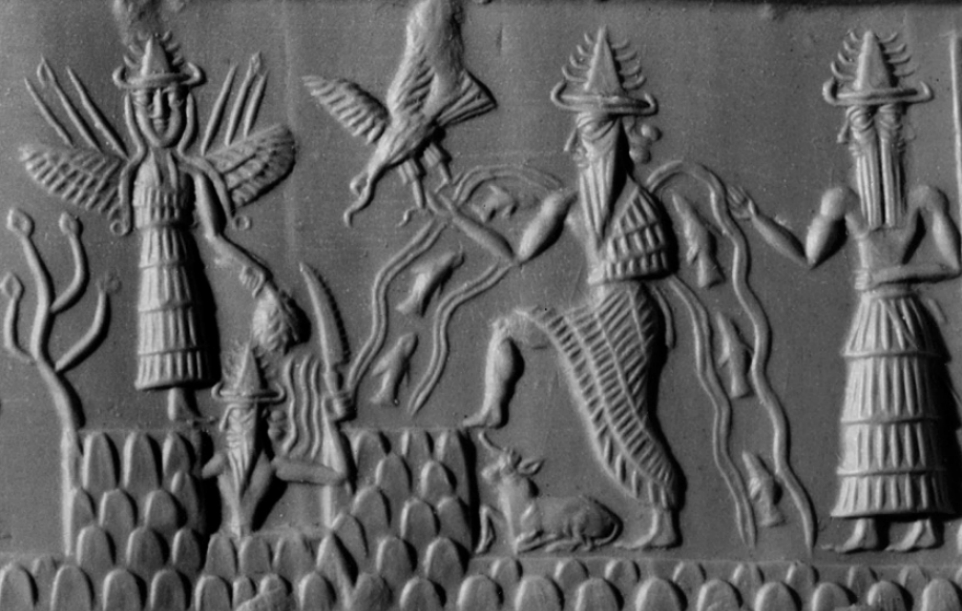
Sigillo cilindrico accadico risalente circa al 2300 a. C. raffigurante le divinità Inanna, Utu ed Enki, tre Anunnaki

Il termine sumerico Anunna(ki), reso in accadico con Anunnakkū, o, occasionalmente con Anukkū o Enunnakkū o Annunaki, indica, nelle religioni della Mesopotamia, l'insieme o parte degli dèi.

## Il nome e i miti
Il loro nome è riportato in vari modi: "da-nuna", o "da-nun-na", col significato di "progenie del Principio" (il Dio supremo dell'universo); in forma completa "da-nun-na-ke4-ne", Anunnaki significa "figli del Cielo e della Terra" (An, "Cielo", e Ki, "Terra").
L'assiriologo italiano Pietro Mander sostiene che gli dèi Anunna siano un nome collettivo di divinità dal significato, forse, di "discendenza principesca", e forse:
Così gli assiriologi Jean Bottéro e Samuel Noah Kramer:
Giovanni Pettinato ne raccoglie diverse indicazioni:
Secondo il mitologo statunitense David Adams Leemings il loro nome richiama il Cielo (An) e consisterebbero negli dèi sumeri delle origini, indicando delle divinità ctonie della fertilità, associate al mondo sotterraneo, del quale sono i giudici.

### Gli Anunna nella letteratura religiosa sumerica
La prima apparizione di questo nome collettivo delle divinità mesopotamiche appare nella letteratura religiosa sumerica risalente al periodo di Ur III (XX secolo a.C.).
(Gli dèi del cielo, gli dei della terra non esistevano ancora (NBC 11108); datazione: Ur III, da Nippur. Traduzione dal cuneiforme sumerico: Römer; traduzione in lingua italiana di Giovanni Pettinato in Mitologia sumerica; il titolo è di Giovanni Pettinato e corrisponde al 13° rigo, in sumerico: 1.[(x)]dingir-an-na ding[ir-k]i-a nu-ù-ma-⌈su8-su8⌉-ge-éš.)

### Gli Anunnaki nella letteratura religiosa in lingua accadica
La relazione fra gli dèi Anunnaki e gli dèi Igigi non è chiara: talvolta i due nomi sono intercambiabili, ma, nel mito semitico del diluvio di Atra-ḫasis, gli Igigi costituiscono la sesta generazione di divinità, che devono lavorare per gli Anunnaki; dopo la loro ribellione sono sostituiti dall'umanità, che è creata in quella occasione.
Gli Anunnaki sono anche menzionati nell'Epopea di Gilgameš, versione classica, quindi in lingua accadica, quando Utanapištim racconta la storia del Diluvio. Secondo questa tradizione, gli Anunnaki avevano incendiato la terra prima dell'arrivo della tempesta.
Gli Anunnaki compaiono nel poema babilonese Enūma eliš. Dopo la creazione dell'umanità, il dio Marduk divise gli Anunnaki (i "grandi dèi") in due gruppi di trecento divinità ciascuno e assegnò al primo gruppo il cielo e al secondo la terra. Per gratitudine, gli Anunnaki costruirono una nuova dimora per gli dèi Marduk, Enlil ed Ea: il tempio di Esagila, che eguagliava l'Apsû.